# ان‌جی‌سی ۱۹۵
ان‌جی‌سی ۱۹۵ (انگلیسی: NGC 195) نام یک کهکشان مارپیچی در صورت فلکی نهنگ است.